# Maystora Peak
Maystora Peak är en bergstopp i Antarktis. Den ligger i Sydshetlandsöarna. Argentina, Chile och Storbritannien gör anspråk på området. Toppen på Maystora Peak är 350 meter över havet.
Terrängen runt Maystora Peak är kuperad norrut, men söderut är den platt. Havet är nära Maystora Peak söderut. Trakten är glest befolkad. Närmaste befolkade plats är Maldonado Station, 10,7 kilometer norr om Maystora Peak. 